# Mortal Decay
Mortal Decay ist eine US-amerikanische Brutal-Death-Metal-Band aus Audubon, New Jersey, die im Jahr 1991 gegründet wurde.

## Bandgeschichte
Die Band wurde im Jahr 1991 gegründet und bestand aus dem Schlagzeuger Anthony Ipri, dem Gitarristen John Hartman und dem Sänger John Paoline. Nachdem der Gitarrist Anthony Divigenze und der Bassist Brandon Stockl zur Band gekommen waren, folgte das erste Demo Dawn of Misery. Danach wurde Gitarrist Divigenze durch Brian Valenti ersetzt und es schloss sich mit Grisly Aftermath ein zweites Demo im Jahr 1993 an. Zudem hielt die Band ihre ersten Auftritte entlang der Ostküste der Vereinigten Staaten ab. 1994 wurde Gitarrist Valenti durch Joe Gordon ersetzt, während Ron Steinhauer als neuer Bassist zur Band kam. Daraufhin nahmen sie 1995 das nächste Demo Brutalizing Creations auf. Anfang 1996 änderte sich die Bandbesetzung erneut stark: Sänger John Paoline verließ die Band und wurde durch Kelly Izquierdo ersetzt. Währenddessen schrieb die Band an neuen Liedern und erreichte einen Vertrag bei Pulverizer Records, worüber im Frühling 1997 das Debütalbum Sickening Erotic Fanaticism erschien. Um das Album zu bewerben, folgte eine Tour zusammen mit der Band Deaden und ein Auftritt auf dem Milwaukee Metalfest. Während die Gruppe daraufhin an neuem Material schrieb, wurden die ersten drei Demos neu gemastert und als Kompilation A Gathering of Human Artifacts im Jahr 1999 veröffentlicht. Im Jahr 2000 unterschrieb die Gruppe einen Vertrag bei Unique Leader Records. Es folgte eine Tour durch Nordamerika zusammen mit Disgorge, Deeds of Flesh und Cephalic Carnage. Danach begannen die Aufnahmen zum zweiten Album, während Kelly Izquierdo die Band verließ und durch John Paoline, der zur Band zurückkehrte, ersetzt wurde. Danach nahm die Gruppe das Album Forensic auf, das im Jahr 2001 erschien. Im Jahr 2003 kam Lou Suppa als neuer Bassist zur Band, ehe dieser wiederum 2005 durch Ed Drozdowsky ersetzt wurde. Im selben Jahr kam zudem Sänger Kevin McClintock zur Band, der Paoline ersetzte. Kurz danach verließ Schlagzeuger und Gründungsmitglied Ipri ebenfalls die Band, ehe Justin DiPinto diesen Posten übernahm. Danach begab sich die Gruppe ins Studio, um das Album Cadaver Art aufzunehmen. Kurz nach der Veröffentlichung des Albums im Jahr 2005 folgte eine Europatournee zusammen mit Beheaded, Brutus und Necrocest. In den folgenden Jahren schlossen sich weitere Konzerte und Festivalauftritte in den USA an. Im Jahr 2007 folgten weitere Auftritte, während die Gruppe an einem neuen Album schrieb. Ed Drozdowsky verließ die Band und wurde durch Monty Mukerji ersetzt. Im Jahr 2008 verließ Sänger Keving McClintock die Band und wurde durch Anthony Schrader ersetzt. Im Jahr 2013 folgte über Comatose Music das Album The Blueprint for Blood Spatter. Die Band bestand mittlerweile aus dem Bassisten Monty Mukerji, den Gitarristen Joe Gordon und John Hartman, dem Schlagzeuger Anthony Ipri, der zur Band zurückgekehrt war, und dem Sänger Danny Nelson.

## Stil
Laut Lex Mishukhin von metal-temple.com spiele die Band auf The Blueprint for Blood Spatter wie auch auf den Vorgängern klassischen, US-amerikanischen Death Metal. Die Texte würden Brutalitäten und Gore-Themen behandeln. Der gutturale Gesang variiere von tiefem Growling zu hohem Screaming.

## Diskografie
- 1992: Dawn of Misery (Demo, Eigenveröffentlichung)
- 1993: Grisly Aftermath (Demo, Eigenveröffentlichung)
- 1995: Brutalizing Creations (Demo, Eigenveröffentlichung)
- 1997: Sickening Erotic Fanaticism (Album, Pulverizer Records)
- 1999: Gathering of Human Artifacts (Kompilation, MDK Records)
- 2002: Forensic (Album, Unique Leader Records)
- 2005: Cadaver Art (Album, Unique Leader Records)
- 2013: The Blueprint for Blood Spatter (Album, Comatose Music)